# Jan Chaładaj
Jan Andrzej Chaładaj (ur. 14 maja 1952 w Radomsku) – polski polityk, poseł na Sejm IV kadencji, w latach 1996–1997 wiceminister współpracy gospodarczej z zagranicą i wiceminister gospodarki.

## Życiorys
Ukończył w 1977 studia na Wydziale Gospodarki Narodowej Akademii Ekonomicznej we Wrocławiu. Kierował zarządem Związku Socjalistycznej Młodzieży Polskiej we Wrocławiu. Obejmował kierownicze stanowiska w spółkach prawa handlowego. Od 20 czerwca do 31 grudnia 1996 zajmował stanowisko wiceministra współpracy gospodarczej z zagranicą, a od 7 stycznia do 8 grudnia 1997 wiceministra gospodarki w rządzie Włodzimierza Cimoszewicza.
Sprawował mandat posła IV kadencji z ramienia Sojuszu Lewicy Demokratycznej, wybranego w okręgu wrocławskim. W marcu 2003 został usunięty z klubu parlamentarnego SLD po aferze z głosowaniem na „cztery ręce”. Wraz z drugim posłem SLD mieli zagłosować za innych parlamentarzystów, korzystając z ich kart identyfikacyjnych. W czerwcu 2004, w związku z tą sprawą, prokurator Prokuratury Okręgowej w Warszawie przedstawił mu zarzuty poświadczenia nieprawdy. Postępowanie w tej sprawie zostało w styczniu 2010 warunkowo umorzone przez Sąd Rejonowy w Warszawie.
Pomimo wykluczenia z klubu pozostał nadal członkiem SLD. W 2005 wycofał się z bieżącej polityki i powrócił do działalności biznesowej.